# Marie-Luce Waldmeier
Marie-Luce Waldmeier (* 1. Juli 1960 in Ambilly) ist eine ehemalige französische Skirennläuferin, deren Spezialdisziplin die Abfahrt war. Sie nahm an zwei Olympischen Spielen und einer Weltmeisterschaft teil, fuhr in zwei Weltcuprennen auf das Podest und wurde zweimal französische Meisterin.

## Biografie
Waldmeier gehörte neben ihren Kolleginnen Caroline Attia, Élisabeth Chaud, Claudine Emonet, Marie-Cécile Gros-Gaudenier, Carole Merle und Catherine Quittet zu den starken Abfahrerinnen des französischen Teams der 1980er-Jahre. Ihre ersten Punkte im Weltcup gewann die damals 18-Jährige als Zehnte der Abfahrt von Les Diablerets am 12. Januar 1979. Nach zwei weiteren zehnten Plätzen in Lake Placid (März 1979) und Pfronten (Januar 1980) startete sie bei den Olympischen Winterspielen 1980 in Lake Placid, wo sie Platz 16 in der Abfahrt belegte. Im selben Winter wurde sie französische Meisterin in der Abfahrt, was ihr auch 1983 gelang.
Zu Beginn der Saison 1980/81 fuhr Waldmeier in der Abfahrt von Val-d’Isère auf den sechsten Platz, der ihr bestes Weltcupergebnis des Winters blieb. Weitere zweimal kam sie unter die schnellsten zehn. Im nächsten Jahr belegte die Französin bei den Weltmeisterschaften 1982 in Schladming den 13. Rang in der Abfahrt, der im Rahmen ihrer bis dahin erzielten Weltcupergebnisse der Saison 1981/82 lag. Kurz nach den Weltmeisterschaften erreichte sie in der zweiten Weltcupabfahrt von Arosa den vierten Platz, womit sie ihre erste Podestplatzierung nur knapp verfehlte. Eine solche Podestplatzierung gelang ihr schließlich am 21. Januar 1983 mit Rang drei in Megève, nachdem sie zuvor bereits in zehn Weltcupabfahrten unter die schnellsten zehn gefahren war.
In ihrer letzten Saison 1983/84 zeigte sich Waldmeier nicht mehr so konstant wie in den Jahren davor. Sie fuhr nur in zwei Weltcupabfahrten in die Punkteränge, also unter die schnellsten 15, erreichte dabei aber nach einem vierten Platz in Haus im Ennstal mit dem zweiten Rang in der Abfahrt von Mont Sainte-Anne zu Saisonende ihr bestes Weltcupergebnis, womit sie zum dritten Mal in Folge 13. des Abfahrtsweltcups wurde. Bei den Olympischen Winterspielen 1984 in Sarajevo hatte sie zwei Wochen zuvor nur den 20. Platz belegt.

## Erfolge

### Olympische Winterspiele
- Lake Placid 1980: 16. Abfahrt (zählte auch als Weltmeisterschaft)
- Sarajevo 1984: 20. Abfahrt

### Weltmeisterschaften
- Schladming 1982: 13. Abfahrt

### Weltcup
- 2 Podestplätze und weitere 11 Platzierungen unter den besten zehn

### Französische Meisterschaften
- Französische Meisterin in der Abfahrt 1980 und 1983